# De la cuna a la tumba

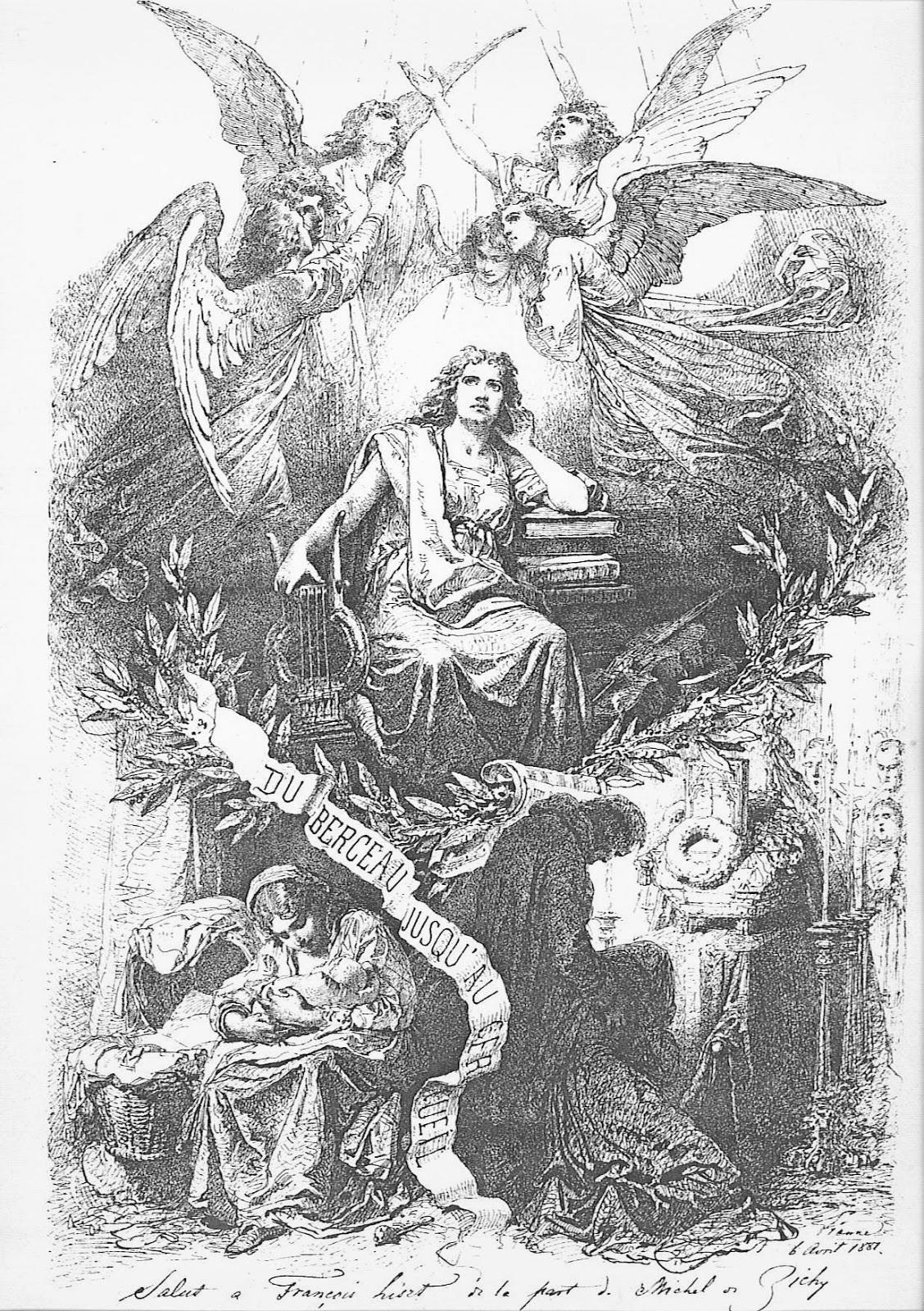
Grabado a partir del dibujo por Mihály Zichy.

De la cuna a la tumba (en alemán, Von der Wiege bis zum Grabe) S.107 es un poema sinfónico compuesto por Franz Liszt en 1881, veinte años después de componer el anterior poema sinfónico, Los ideales. Es el último poema de su ciclo de trece Poemas sinfónicos escritos durante su periodo en Weimar.

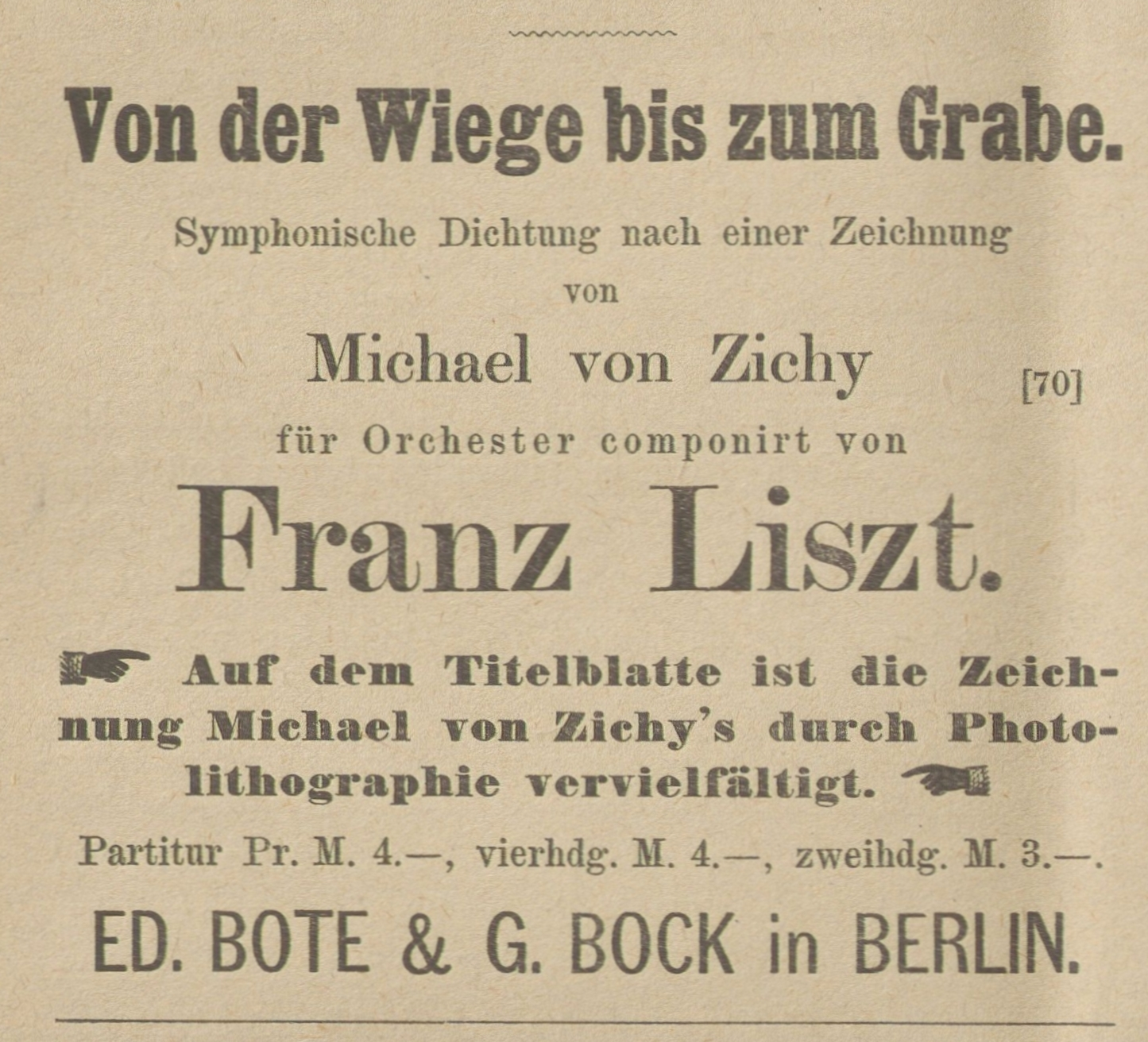
Franz Liszt Ed. Bote & G. Bock in Berlin 1883

La obra está inspirada en un dibujo de Mihály Zichy.

## Composición y estrenos de la obra
Durante mucho tiempo parecía que Liszt ya no se ocuparía del género del poema sinfónico después de los años de Weimar (1848-1861). Sin embargo, en 1881, 23 años después de su último poema sinfónico, empezó a componer otro, el decimotercero. La obra se inspiró en un dibujo a pluma de Mihály Zichy con un título similar, que apareció más tarde en la portada francesa de la partitura publicada. Allí se tituló De la cuna al ataúd.
Liszt terminó su obra en 1882, pero el primer movimiento (La Cuna) fue presentado el 22 de octubre de 1881 en Roma, en el Palazzo Caffarelli, en el primer concierto de la entonces fundada Societá del Quintetto. Así saludaron al viejo maestro con motivo de su septuagésimo cumpleaños. En la presentación, la obra se presentó en una interpretación de música de cámara muy simplificada, ya que sólo tres miembros del conjunto (Tito Monachesi, primer violín; Enrico Masi, segundo violín, Romolo Jacobacci, viola) la interpretaron. Después del exitoso concierto, el público se puso de pie para celebrar a Liszt, y el periódico La Palestra musicale escribió: "El público, como si deseara que Liszt celebrara muchos más 22 de octubre antes de llegar a la tumba, repitió La Cuna. […] Ojalá pudiéramos escuchar toda la obra antes”.
Sólo hay información incierta sobre la primera representación de toda la obra, pero se puede suponer que fue presentada en San Petersburgo el 27 de febrero de 1884 (según el antiguo calendario ruso), dirigida por Balakirev. El poema sinfónico en tres movimientos fue publicado en 1883 por la editorial Bote und Bock y dedicado a Mihály Zichy.

## Estructura y análisis
Está formada por tres movimientos: «La cuna» (Die Wiege), que tiene un carácter melódico; «La lucha por la vida» (Der Kampf ums Dasein), que cuenta con una sorprente orquestación; y «En la tumba, cuna de la otra vida» (Zum Grabe, die Wiege des zukunftigen Lebens), que incorpora al final el tema del principio, con resignación nostálgica.
El soporte instrumental es definido de forma comedida, casi como música de cámara con violines, violas, arpas y flautas. El tema principal aparece en la segunda mitad y se va transformando de manera que sólo se escuchan los sonidos violentos (dolente). La pieza final es armónicamente difícil de definir. La obra termina con un pasaje de violonchelo solista.La pieza no es muy larga, dura entre 16 y 17 minutos.
El primer movimiento es una pieza delicadamente tejida con una orquestación sensible, que comienza de manera extremadamente silenciosa y en una atmósfera etérea. Su material musical se basa en dos motivos sencillos de tipo gregoriano. A mitad del movimiento, la tensión alcanza su punto máximo y luego, tras un desvanecimiento gradual, termina casi en silencio. El breve movimiento central, de aproximadamente tres minutos de duración, también está tejido a partir de dos temas; Representa la lucha apasionada y se toca en toda la orquesta. El tercer movimiento es la parte orquestada más diversa y colorida de la pieza, con una atmósfera refinada y embrujada. En él aparecen los motivos de los dos primeros movimientos, y también termina en el silencio, simbolizando la soledad.
Este poema sinfónico de Liszt se diferencia claramente de las piezas de "Weimar" en su forma y programa. Los primeros doce poemas sinfónicos reflejan la perspectiva del joven Liszt: el sufrimiento, la lucha y el fracaso siempre van seguidos de la glorificación. En esta última pieza, por otra parte, las luchas de la vida son sólo un episodio entre la cuna y la tumba, Liszt ya ha superado las luchas a la edad de setenta años, y ve el fin de la existencia humana, el más allá, frente a él con total tranquilidad.
Liszt también hizo transcripciones para piano del poema sinfónico: para dos manos (S.512) y cuatro manos (S.598).